# 335 (số)
335 (ba trăm ba mươi lăm) là một số tự nhiên ngay sau 334 và ngay trước 336.